# Kuter rozpoznawczy KR-70S
Kuter rozpoznawczy KR-70S – kuter przeznaczony do obsługiwania przepraw na śródlądowych przeszkodach wodnych, będący na wyposażeniu jednostek inżynieryjnych Wojska Polskiego. 

## Charakterystyka kutra
Kuter rozpoznawczy KR-70S przeznaczony jest do prowadzenia rozpoznania przeszkód wodnych i obsługiwania przepraw. W czasie prowadzenia działań rozpoznawczych jako środek pływający służy do przewożenia czteroosobowego inżynieryjnego patrolu rozpoznawczego. W ramach obsługiwania przepraw jest wykorzystywany jako środek ratowniczy lub łączności. Moze być także  użyty do holowania lekkich środków pływających. Do przewożenia kutra lądem stosuje się przyczepę specjalną, holowaną za samochodem ciężarowym.
| Nazwa parametru                | Wartość     |
| ------------------------------ | ----------- |
| Długość kutra                  | 5,40 m      |
| Szerokość kutra                | 1,98 m      |
| Wysokość kutra                 | 1,64 m      |
| Wyporność bez obciążenia       | 1,15 t      |
| Wyporność z obciążeniem        | 1,50 t      |
| Zanurzenie bez obciążenia      | 0,31 m      |
| Zanurzenie z obciążeniem       | 0,68 m      |
| Prędkość max na wodzie         | ok. 40 km/h |
| Masa w położeniu transportowym | 0,83 t      |
| Minimalna średnica skrętu      | 20 m        |
| Obsługa                        | 1 osoba     |